# اناسلی، اردانوک
اناسلی، اردانوک (به لاتین: Anaçlı, Ardanuç) یک منطقهٔ مسکونی در ترکیه است که در استان آرتوین واقع شده‌است.

## خصوصیات
اناسلی ۶۸ نفر جمعیت دارد.